# Benito Lertxundi
Benito Lertxundi Esoain (Orio, 6 de enero de 1942) es un cantante español en euskera. Es apodado El Bardo de Orio (Orioko Bardoa).

## Biografía
Benito Lertxundi nació el 6 de enero de 1942 en Orio (Guipúzcoa); es el menor de nueve hermanos. Fue conocedor de la música desde pequeño, ya que tenían como costumbre cantar en familia; aun así, no había ningún músico entre ellos. El joven Lertxundi tenía como afición pintar y al finalizar la escuela comenzó en la Escuela de Arte y Oficios de Zarauz. Allí, aprendió a trabajar con el barro y la madera e hizo sus primeros trabajos en talla.
Una vez terminada la escuela, ingresó en la Escuela de Artes y Oficios de los franciscanos de Zarauz. Allí aprendió a trabajar la arcilla y la madera; ganó varios premios y consiguió su primer puesto de trabajo, como tallista.
Hacia el año 1965 se estaba gestando el movimiento Ez Dok Amairu, alrededor del cual se movían, entre otros, los hermanos Jesús y Joxean Artze, José Ángel Irigarai, Lourdes Iriondo, Xabier Lete, Julen Lekuona y Mikel Laboa. Con el influjo de Oteiza, en aquel gran impulso que pretendió renovar el arte vasco y concienciar a la sociedad, Ez Dok Amairu resultó un magnífico lugar de experimentación y aprendizaje, y aunque se disolvió en 1972, ya había dejado su huella e impronta en Benito Lertxundi.

## Proceso creativo
En 1971 se publica su primer disco de larga duración con su nombre como título Benito Lertxundi y acompañado solo de la guitarra. Anteriormente se publicaron, al menos, tres discos de 45 rpm; dos en 1967 editados por Cinsa-Edigsa (Egia, Egun sentia, Zenbat gera y Loretxoa - Gure bide galduak, Bihar itxaropen y Gazte sentimental) y uno en 1968 editado por Herri Gogoa - Edigsa (Sujet eder bat, Dugun edan, Ama ezkondu y Ardoa ta gizona). En 1974 compone su primer trabajo largo Oro laño mee batek.... En 1975 compone ...eta maita herria, üken dezadan plazera, se convierte en un disco clave, está ya presente el embrujo de Sola, de Navarra y de ambos lados de la frontera. En 1977 publica el doble Zuberoa / Askatasunaren semeei, haciendo un homenaje a Sola. En 1981 sale a la calle otro disco doble: "Altabizkar / Itzaltzuko Bardoari". Tomando como base la batalla de Roncesvalles. En 1987 se publicó Mauleko bidean… izatearen mugagabean. Pazko gaierdi ondua, de 1989, es el último disco anterior a la recopilación. En 1993 publica un recopilatorio con el título Hunkidura Kuttunak; Dos álbumes dobles, con 46 canciones, donde parte de ellas fueron actualizadas. En el año 2002 publicó Nere Ekialdean.
El año 2005 quedará, según Álvaro Feito, como un año importante en la historia profesional de Benito Lertxundi, siendo significativa la publicación en castellano de su primera biografía.
En noviembre de 2024 Lertxundia anunció su despedida del escenario después de más seis décadas de carrera musical.

## Discografía
- Benito Lertxundi (1971)
- Oro laño mee batek... (1974)
- ...eta maita herria, üken dezadan plazera (1975)
- Zuberoa / Askatasunaren semeei (1981)
- Altabizkar / Itzaltzuko bardoari (1981)
- Gaueko ele ixilen baladak (1985)
- Mauleko bidean... izatearen mugagabean (1987)
- Pazko gaierdi ondua (1989)
- Hitaz oroit (1992)
- Hunkidura Kuttunak I (1992)
- Hunkidura Kuttunak II (1994)
- Auhen sinfonikoa (1998)
- Nere ekialdean (2002)
- 40 urtez ikasten egonak (2005)
- Itsas ulu zolia (2008)
- Oroimenaren Oraina (2012)
- Ospakizun gauean (2018)
- Zuhaitzak landatzen zituen gizona (2019)
- Gernika kontzertuan (2024)